# جوناثان رايس
جوناثان رايس (بالإنجليزية: Johnathan Rice)‏ هو مغني ومغن ومؤلف وممثل بريطاني، ولد في 27 مايو 1983.

## أعمال

### أفلام
- (2005) السير على الخط[4]

## وصلات خارجية
- جوناثان رايس على موقع IMDb (الإنجليزية)
- جوناثان رايس على موقع ميوزك برينز (الإنجليزية)
- جوناثان رايس على موقع أول ميوزيك (الإنجليزية)
- جوناثان رايس على موقع ديسكوغز (الإنجليزية)
- جوناثان رايس على موقع قاعدة بيانات الفيلم (الإنجليزية)